# Campeonato de Clubes de la CFU 1997
El Campeonato de Clubes de la CFU de 1997 fue la primera edición del torneo de fútbol a nivel de clubes del Caribe organizado por la CFU. Se contó con la participación de clubes de Trinidad y Tobago, Barbados, Guyana, Guadalupe, Jamaica, Martinica, San Vicente y Las Granadinas y Surinam.
El United Petrotrin de Trinidad y Tobago venció en la final al Seba United de Jamaica para ser el campeón por primera ocasión y clasificar a la Copa de Campeones de la CONCACAF de 1997.

## Fase de grupos

### Grupo 1
Jugado en Pointe-à-Pierre, Trinidad y Tobago
| Club                      | Pts. | J | G | E | P | GF | GC | GD  |
| ------------------------- | ---- | - | - | - | - | -- | -- | --- |
| United Petrotrin          | 9    | 3 | 3 | 0 | 0 | 14 | 1  | +13 |
| Notre Dame SC             | 4    | 3 | 1 | 1 | 1 | 2  | 5  | -3  |
| L'Etoile de Morne-à-l'Eau | 2    | 3 | 0 | 2 | 1 | 2  | 8  | -6  |
| Omai Gold Seekers         | 1    | 3 | 0 | 1 | 2 | 1  | 5  | -4  |

| Local                     | Resultado | Visita                    |
| ------------------------- | --------- | ------------------------- |
| L'Etoile de Morne-à-l'Eau | 0-0       | Notre Dame SC             |
| United Petrotrin          | 2-0       | Omai Gold Seekers         |
| Notre Dame SC             | 2-0       | Omai Gold Seekers         |
| United Petrotrin          | 7-0       | L'Etoile de Morne-à-l'Eau |
| L'Etoile de Morne-à-l'Eau | 1-1       | Omai Gold Seekers         |
| United Petrotrin          | 5-0       | Notre Dame SC             |

### Grupo 2
Jugado en Montego Bay, Jamaica
| Club              | Pts. | J | G | E | P | GF | GC | GD |
| ----------------- | ---- | - | - | - | - | -- | -- | -- |
| Seba United       | 9    | 3 | 3 | 0 | 0 | 9  | 1  | +8 |
| Club Franciscain  | 6    | 3 | 2 | 0 | 1 | 5  | 5  | 0  |
| SV Transvaal      | 3    | 3 | 1 | 0 | 2 | 2  | 4  | -2 |
| Stubborn Youth SC | 0    | 3 | 0 | 0 | 3 | 3  | 9  | -6 |

| Local             | Resultado | Visita            |
| ----------------- | --------- | ----------------- |
| SV Transvaal      | 1-0       | Stubborn Youth SC |
| Seba United       | 2-0*      | Club Franciscain  |
| Club Franciscain  | 1-0       | SV Transvaal      |
| Seba United       | 5-1       | Stubborn Youth SC |
| Stubborn Youth SC | 2-3       | Club Franciscain  |
| Seba United       | 2-0       | SV Transvaal      |

- El Club Franciscain ganó el partido 3-2, pero le dieron la derrota de 0-2 ante el Seba United por alinear a 2 jugadores no inscritos para el torneo.

## Final
| Local            | Resultado | Visita      |
| ---------------- | --------- | ----------- |
| United Petrotrin | 2-1       | Seba United |

| United Petrotrin 1º título |

## Goleadores
|    | Jugador             | Club             | Goles |
| -- | ------------------- | ---------------- | ----- |
| 1. | Philbert Jones      | United Petrotrin | 6     |
| 2. | Dexter Cyrus        | United Petrotrin | 5     |
| 3. | Peter Prospar       | United Petrotrin | 3     |
| 3. | Stephen Malcolm     | Seba United      | 3     |
| 3. | Jean-Claude Fernelt | Club Franciscain | 3     |